# Osero Nuryn-Chag
Der Osero Nuryn-Chag, auch Osero Nurin-Chak (russisch озеро Нурын-Хаг, оз. Нурин-Хак) ist ein Salzsee in der autonomen Republik Kalmückien im europäischen Teil Russlands. Er liegt im Nordwesten der Kaspischen Senke 11 m unter dem Meeresspiegel.